# Bakom lustans gröna dörr
Bakom lustans gröna dörr, originaltitel Behind the Green Door, är en pornografisk film från 1972, som betraktas som en klassiker inom genren. Filmen var den första hårdporr-filmen i USA som blev allmänt tillgänglig på bred front. Det var också den första fullängds-filmen av regissörerna "Mitchell brothers" och i huvudrollen sågs Marilyn Chambers. Filmens titel anspelar på låten "The Green Door" från 1956. Filmen fick ett X (åldersgräns 18 år) av MPAA. Tillsammans med Långt ner i halsen, som släpptes samma år, bidrog filmen till en boom för porrfilms-genren och starten för det som nu brukar kallas för porrens gyllene år.

## Marilyn Chambers
Chambers var okänd före filmen, men genom filmen blev hon en välkänd porrstjärna.

## Övriga medverkande i filmen
- Adrienne Mitchell
- Angela Castle
- Ariel Porny
- Artie Mitchell
- Barbara Bryan
- Barry Vane
- Ben Davidson
- Bernice Mago
- Bill Hadley
- Bonnie Parker
- Bunnie Brody
- Dale Meador
- George Marconi
- George S McDonald
- Hadley Von Baxendale
- Jan Hartman Jerry Ross
- Jim Mitchell
- Johnny Keyes
- Kandi Johnson
- Kurt Hartman
- Letitia Torrez
- Linda Chapman
- Linda Grant
- M Bradford
- Martha Strawberry
- Michael Gebe
- Mick Jones
- Mira Vane
- Nancy Wilson
- Rabin Drantha Richard Coburn
- Rick Dayton
- Ted McKnight
- Tom Cloud
- Tony Royalle
- Tyler Reynolds
- Yank Levine